# Escudo de Åland
El escudo de las Islas de Åland fue otorgado en 1560, antes de la celebración del funeral del rey Gustavo I de Suecia. En este escudo figura, en un campo de azur, un ciervo de oro. Timba una corona de barón.
En 1940 se descubrió que el escudo de armas entregado a Åland estaba inicialmente previsto para la isla de Öland.
- Datos: Q827843
- Multimedia: Coats of arms of Åland / Q827843